# Štefan Fábry
Štefan Fábry, též István Fábry (28. srpna 1911 Krásnohorské Podhradie – 21. července 1992 Bratislava), byl československý politik Komunistické strany Slovenska maďarské národnosti, poslanec Slovenské národní rady od 60. let 20. století až do sametové revoluce a poslanec Sněmovny národů Federálního shromáždění na počátku normalizace.

## Biografie
Pocházel z hornického prostředí a už ve věku 15 let se zapojil do dělnického hnutí. Byl aktivní v stávkovém hnutí. Od roku 1926 byl členem oblastního výboru československého Komsomolu a roku 1930 se stal členem KSČ, v níž rovněž působil v oblastním výboru. Kvůli radikálním projevům na komunistických demonstracích během hospodářské krize se dočasně musel skrývat před československými úřady. Od roku 1936 bojoval jako člen Interbrigád ve španělské občanské válce. Byl zde třikrát raněný. Po mezidobí ve francouzském internačním táboře se dostal zpět domů, kde za druhé světové války byl aktivní v komunistickém odboji. Byl zatčen maďarskými četníky, uvězněn a poslán na východní frontu. V roce 1944 přeběhl na sovětskou stranu a po zbytek války byl příslušníkem Rudé armády, přičemž se zúčastnil osvobozovacích bojů na území Maďarska.
Po roce 1945 se zapojil do komunistického hnutí v obnoveném Československu. Během únorového převratu v roce 1948 organizoval Lidové milice v Košicích. V letech 1945–1947 působil jako tajemník Okresního výboru KSS v okrese Tornaľa. V letech 1950–1957 zastával post tajemníka Krajského výboru KSS v Košicích. Podílel se na vzniku organizace československých Maďarů Csemadok a listu Új Szó. Zastával i funkce v Ústředním výboru KSS. Byl tajemníkem jeho národnostní komise. V letech 1946–1989 se uvádí jako účastník zasedání Ústředního výboru Komunistické strany Slovenska. Členem ÚV KSS byl v letech 1950–1955 a znovu za normalizace od roku 1971. Zastával i funkce v celostátní komunistické straně. 9. sjezd KSČ ho zvolil za náhradníka Ústředního výboru Komunistické strany Československa. Do funkce člena ÚV KSČ byl převeden na celostátní konferenci KSČ v prosinci 1952. 10. sjezd KSČ ho ve funkci člena ÚV KSČ potvrdil.
Ve volbách v roce 1964 získal mandát v Slovenské národní radě. Znovu byl zvolen ve volbách v roce 1971. V letech 1964–1976 zastával post člena předsednictva SNR a v letech 1970–1976 i místopředsedy. V SNR zastupoval okresy Rožňava a Dunajská Streda. Mandát získal i ve volbách v roce 1981 a volbách v roce 1986.
Počátkem roku 1968 byl zvolen členem státoprávní komise Slovenské národní rady, která se zabývala změnou postavení slovenských orgánů.
Po federalizaci Československa usedl v lednu 1969 do Sněmovny národů Federálního shromáždění, kam ho nominovala SNR. V československém parlamentu setrval do konce funkčního období, tedy do voleb roku 1971. Během normalizace v 70. a 80. letech jeho kariéra pokračovala. Kromě mandátu v SNR (poslancem byl až do února roku 1990, kdy odešel „ze zdravotních důvodů“) působil opět jako funkcionář Csemadoku, v letech 1971–1974 jako jeho předseda. Za jeho působení proběhly v této organizaci čistky a Csemadok byl v rámci normalizačního režimu pevně podřízen centralistickému kurzu. Byl rovněž členem Ústředního výboru Svazu protifašistických bojovníků. Svůj život popsal v autobiografii nazvané „Vojak revolúcie“.
V roce 1967 mu byl udělen Řád práce, v roce 1973 Řád Vítězného února a roku 1981 dostal Řád republiky.Jako exponent komunistického režimu byl oceněn v rámci socialistického internacionalismu i za hranicemi.

## Vyznamenání
- Čs. vojenský řád Za svobodu, 1950
- Řád Maďarské lidové republiky, (MLR), 1951
- Vyznamenání Za zásluhy o výstavbu, 1951
- "Za zásluhy - 10 let lidových milicí" I. stupeň, 1958
- Řád Garibaldi, (Itálie), 1963
- Řád rudé hvězdy, 1965
- Pamětní medaile k 20. výročí osvobození ČSSR, 1965
- Řád práce, 1967
- Řád Vítězného února , 1973
- Řád republiky, 1981